# Hans Schenck

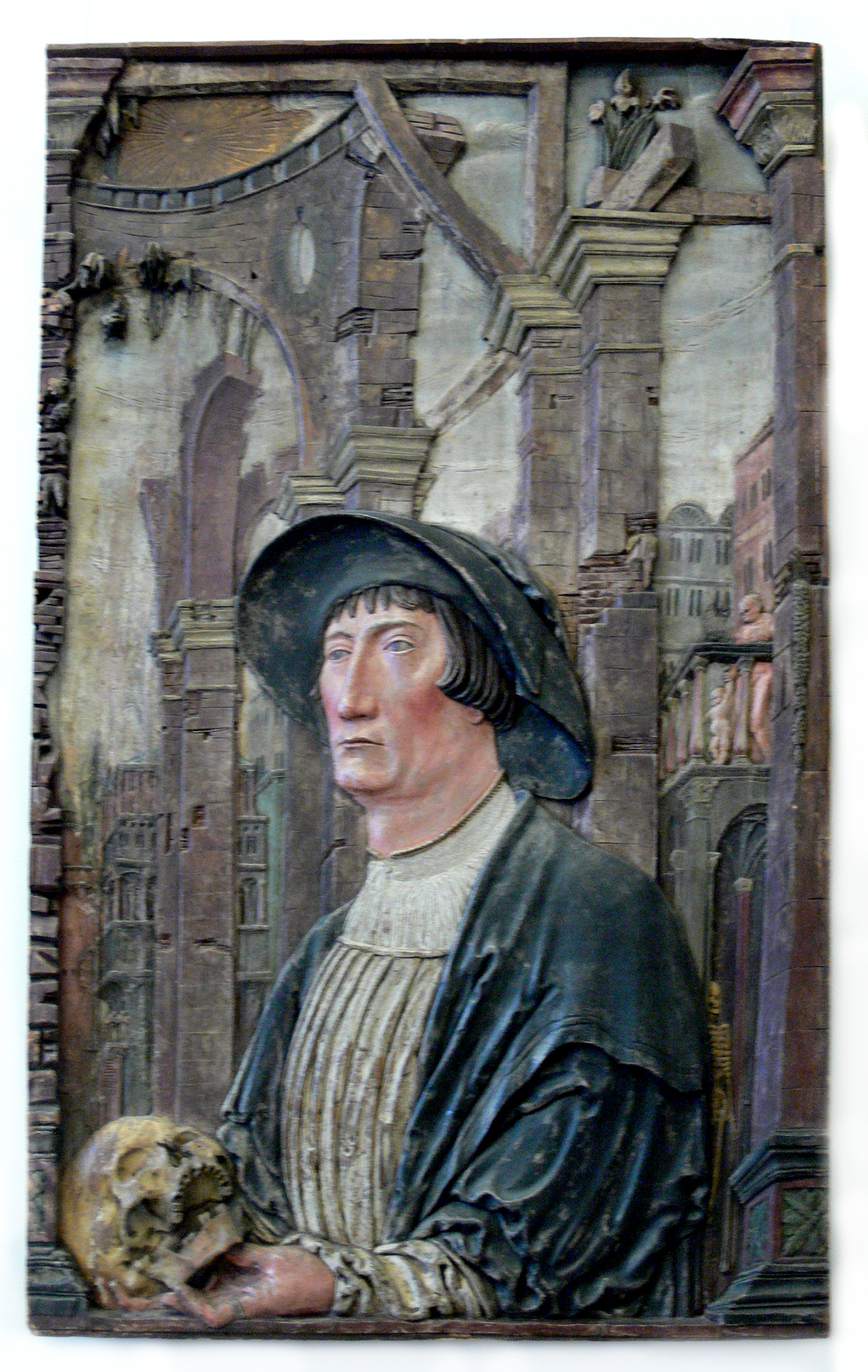
Hans Schenck: Bildnis Tiedemann Giese, um 1525/1530

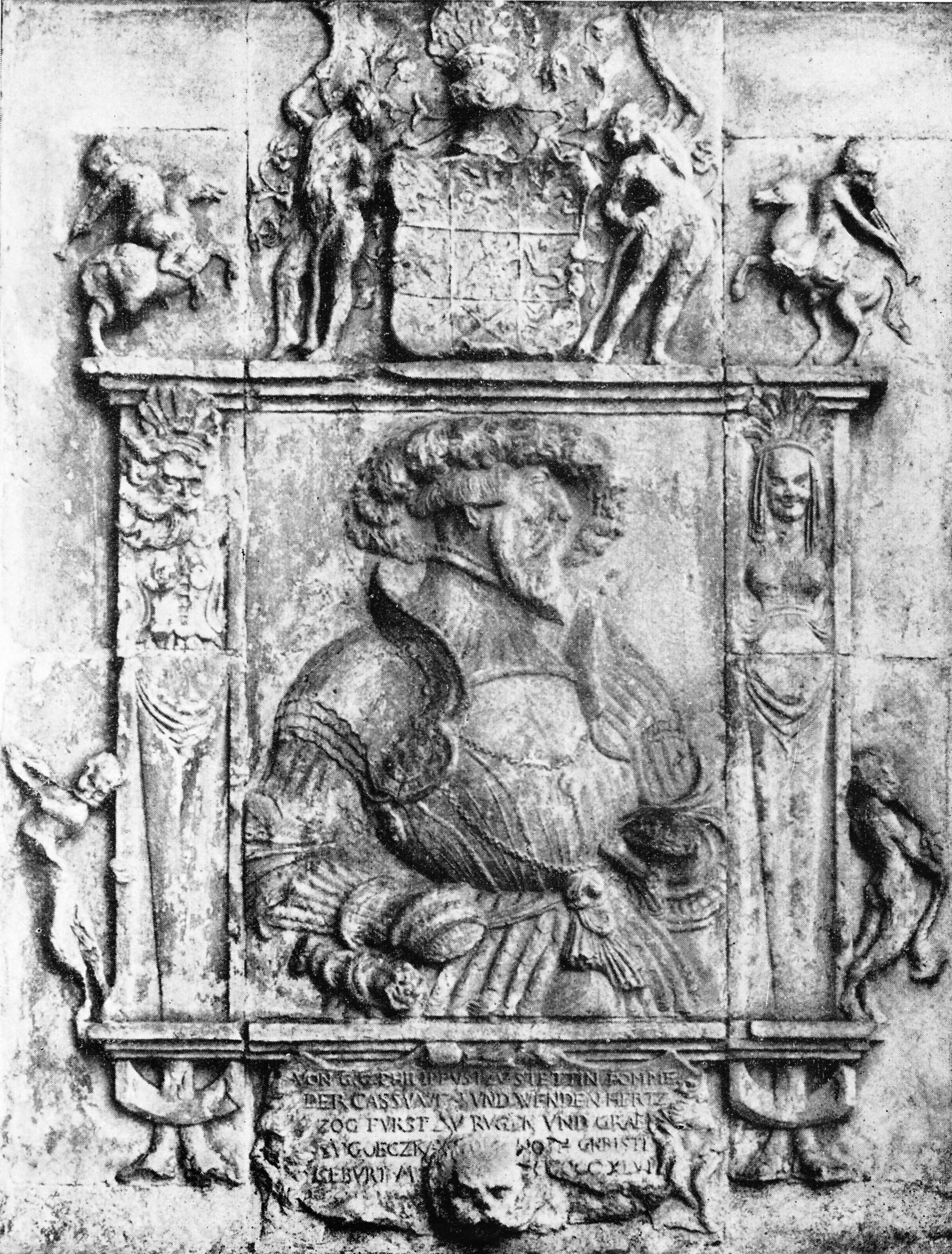
Epitaph für Philipp I. (1546)

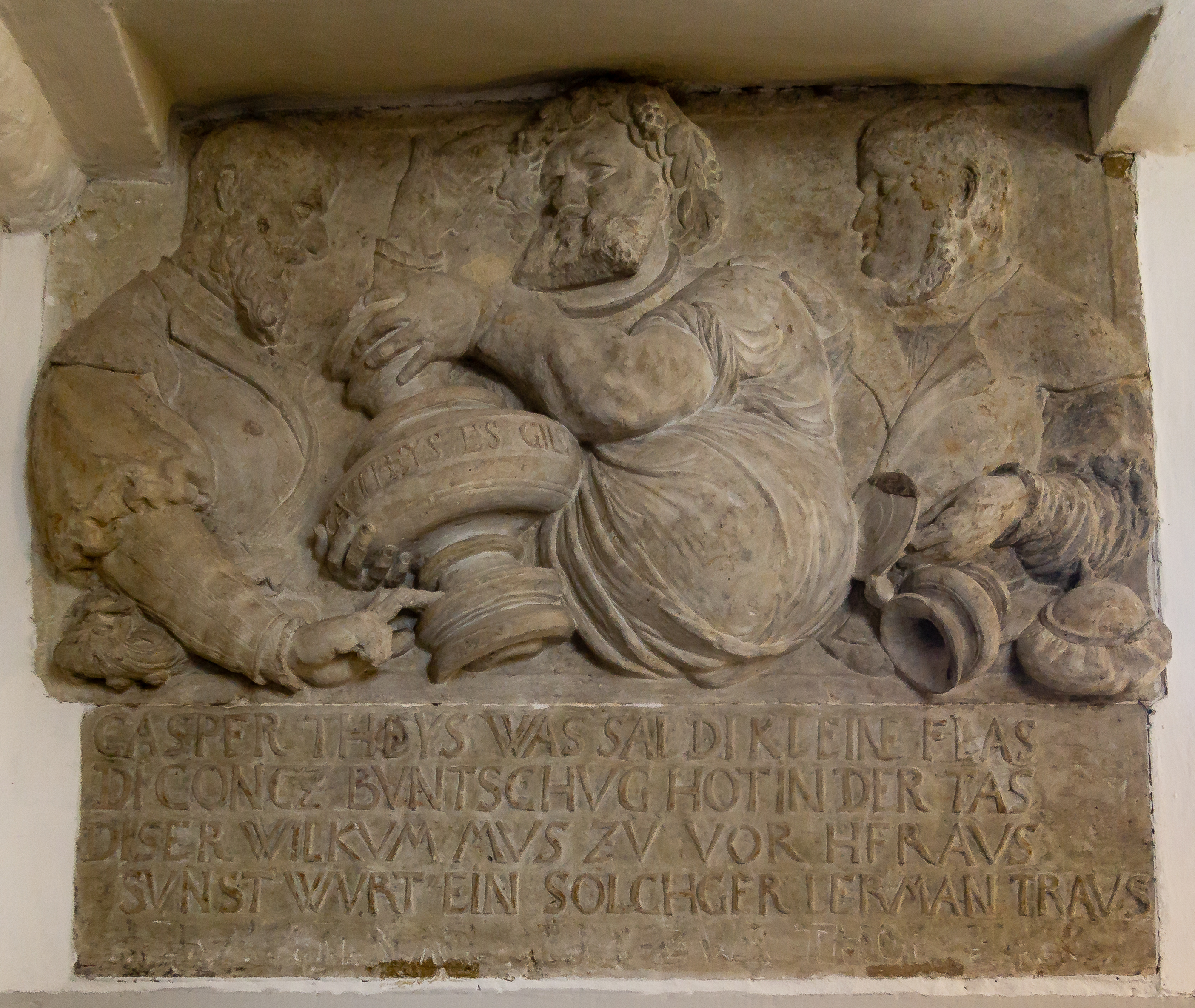
Zecherrelief um 1537–1542 im Jagdschloss Grunewald, Sandstein mit Resten farbiger Fassung

Hans Schenck, genannt auch Hans Scheußlich, Scheutzlich, lateinisch Pincerna (= Mundschenk) (* um 1500 in Schneeberg; † um 1566 in Berlin) war ein deutscher Bildhauer und Medailleur.

## Leben
Er ist der Sohn des gleichnamigen Vaters Hans Schenck der Alte, der den unschönen Familiennamen Scheußlich bereits in Schenck eingetauscht hatte. Es wird vermutet, dass er beim Bau der St.-Annenkirche in Annaberg gelernt hat. Frühzeitig verließ er Sachsen und trat in den Dienst der Hohenzollern. 1526 sandte ihn Herzog Albrecht von Preußen an den polnischen Hof, da man dort einen fähigen Bildhauer dringend benötigte. Nach der Rückkehr aus Polen lebte er hauptsächlich in Berlin und war vermutlich der erste kurfürstliche Hofbildhauer. In Berlin hatte er maßgeblichen Anteil an der Ausschmückung des Schlosses. Vermutlich hatte er sogar die Bauleitung inne. 1543 erwarb er das Bürgerrecht und ein Haus in der Heiliggeiststraße. Mitte der 1540 ging er wohl zu den pommerschen Herzögen Philipp I. und Barnim IX. von Pommern. In den 1550ern sind seine Gesellen am Bau der Ratsstube über der Berliner Gerichtslaube beteiligt.
In der Nikolaikirche zu Berlin tragen drei Grabplatten die Kennzeichen seines eher bizarren, zum Manierismus neigenden Stils. Auch das Epitaph für Joachim Zerer, den 1543 verstorbenen kurfürstlichen Kammersekretär, in der Marienkirche in Berlin wird ihm zugeschrieben. Dieses Epitaph zeichnet sich aber durch größere Schlichtheit aus, das Überladende fehlt hier.
Aus der Zeit um 1537–1542 stammt das wohl nachträglich eingemauerte Zecherrelief aus dem Jagdschloss Grunewald, eine Szene mit Halbfiguren.
Neben seinen Leistungen als Bildhauer sind auch seine Verdienste als Medaillenschneider hervorzuheben.

## Werke
- 1558: Friedrichsgrabmal im Dom zu Halberstadt = Hauptwerk[1]
- Ausgestaltung des Stadtschlosses in Berlin
- Grabmäler in Berlin und Brandenburg
- Elemente im Jagdschloss Grunewald und im zerstörten Schloss in Königsberg
- Salomonistor in Dresden (zugeschrieben)
- Steinepitaph für Thomas Matthias
- Bildnistafel Herzog Barnims IX./XI. und Anna von Braunschweig-Lüneburg 1545, Kalkstein (Muzeum Narodowe w Szczecinie)
- Stiftungstafel des Schlosses Ueckermünde mit dem Bildnis Herzog Philipp I., 1546 (Muzeum Narodowe w Szczecinie)